# Église Saint-Médard d'Apchat
L'église Saint-Médard est une église catholique située à Apchat, en France.

## Localisation
L'église est située dans le département français du Puy-de-Dôme, sur la commune d'Apchat.

## Historique
L'édifice date du XVe siècle. Il est inscrit au titre des monuments historiques en 1985.